# Metalimnophila nigroapicata
Metalimnophila nigroapicata is een tweevleugelige uit de familie steltmuggen (Limoniidae). De soort komt voor in het Australaziatisch gebied.